# Зубченко, Гавриил Леонтьевич
Гавриил Леонтьевич Зубченко (1859 — после 1916) — крестьянин, депутат Государственной думы I созыва от Киевской губернии.

## Биография
Украинец. Родился 1859 году в селе Ковалёвка (Васильковского уезда Киевской губернии) в семье зажиточного крестьянина из казаков Леонтия Зубченко. Получил начальное образование. Был волостным старшиной.
22 апреля 1906 избран в Государственную думу I созыва от общего состава выборщиков Киевского губернского избирательного собрания. Входил в Трудовую группу, что полностью подтверждают и сами трудовики в своём издании «Работы Первой Государственной Думы». Активный член Украинской громады. Член Аграрной комиссии. Подписал законопроекты: «О гражданском равенстве», аграрный проект «33-х». 5(18) июня выступил по аграрному вопросу, в заключении пространной речи Зубченко сказал «Я, господа, утверждаю, что наше безземельное крестьянство в отчаянии, ему жить нельзя и оно не даст жить другим». Также выступил по поводу Белостокского погрома.
10 июля 1906 года в г. Выборге подписал «Выборгское воззвание» и осуждён по ст. 129, ч. 1, п. п. 51 и 3 Уголовного Уложения, приговорён к 3 месяцам тюрьмы и лишён права быть избранным.
После избрания в Думу не был уволен от должности волостного старшины, на время его отсутствия обязанности волостного страшины выполнял кандидат старшины. Но был уволен от этой должности по распоряжению Киевского губернатора после роспуска Думы.
В 1911 году был избран уполномоченным от Ковалёвки в деле организации образования. Добился открытия в Ковалёвке двухклассной школы.
По неподтверждённым данным, Гавриил Зубченко эмигрировал в Канаду, но в 1917 году вернулся на Украину. Детально его судьба неизвестна. Не исключено, что он мог быть одним из тех Зубченко, чьи имена значатся в мартирологе жертв Голодомора 1932—1933 годов в Ковалёвке.

## Отзывы современников
«Меня, как и всех нас, всего интересовали украинские депутаты-крестьяне, среди которых, как я уже слышал, были очень умные, интеллигентные и сознательные национально деятели. Скоро я получил возможность узнать их поближе. Редакция „Украинского вестника“ задумала сделать анкету: как смотрят украинские депутаты-крестьяне на земельный вопрос. Мне было поручено посетить каждого из них. <…> Я пошел к Гавриле Зубченко. Это был человек уже старше меня, волостной старшина с Киевщины. Когда я объяснил ему цель своего визита, он сказал: „Хорошо, я вам сразу напишу. Подождите, если есть время“. Я согласился, но подумал: „Что он понапишет? Пожалуй, будет море ошибок!“ Писать надо было на русском языке. В гостях у Зубченко я застал гостя — крестьянского депутата из Киевщины Степана Тарана и разговаривал с ним, а Зубченко писал, то и дело вставляя слово другое в разговор. К моему удивлению, Зубченко возвратил мне через полчаса листок, написанный хорошим русским литературным языком, с очень интересным оригинальным содержанием. Редакции не пришлось делать никаких поправок, и рукопись была сдана непосредственно в типографию» Дмитрий Дорошенко. «Мои воспоминания о давнем прошлом (1910—1914 годы)»
.

## Семья
Данных о семье Г. Л. Зубченко почти нет. Появилось сообщение, что его племянник старший лейтенант Давид Копийченко (1910—1943?), по-видимому, погиб при форсировании Днепра во время Второй мировой войны. Это означает, что у Зубченко была сестра (по мужу Копийченко или Копейченко).
- Брат — Авксентий Леонтьевич Зубченко.
  - Племянник — Авксентий Авксентьевич Зубченко, представитель Васильковской земской уездной управы, председатель школьного комитета в Ковалёвке.

### Рекомендованные источники
- Вѣстник Партіи народной свободы Центральный комитет Партіи народной свободы,., 1906 с. 1487

### Архивы
- Российский государственный исторический архив. Фонд 1278. Опись 1 (1-й созыв). Дело 122. Лист 19 оборот; Фонд 1327. Опись 1. 1905 год. Дело 141. Лист 75; Дело 143. Лист 58 оборот — 59.